# Lynn Swann
Lynn Curtis Swann (Alcoa, Tennessee, 7 maart 1952) is een Amerikaans voormalig Americanfootballspeler en politicus die speelde voor de Pittsburgh Steelers in de National Football League. Swann speelde als wide receiver, won viermaal de Super Bowl en is in 2001 opgenomen in de Pro Football Hall of Fame.
Swann was de Republikeinse kandidaat voor gouverneur van Pennsylvania in 2006.